# Diaramana
Diaramana è un comune rurale del Mali facente parte del circondario di Bla, nella regione di Ségou.
Il comune è composto da 15 nuclei abitati:
- Diaramana
- Farakala
- Forosso
- Gouéntiosso
- Kaciensso
- Massadougou
- Ouéntéguélé
- Sanso
- Sanzana
- Sogresso
- Sopesso
- Soyesso
- Tounto
- Wontosso
- Ziesso